# Charleroi (huyện)
The Huyện Charleroi (tiếng Pháp: Arrondissement de Charleroi; tiếng Hà Lan: Arrondissement Charleroi) là một trong bảy huyện hành chính ở tỉnh Hainaut, Bỉ. Huyện này vừa là huyện hành chính và huyện tư pháp. Tuy nhiên, huyện tư pháp Charleroi cũng bao gồm các đô thị của huyện Thuin.

## Các đô thị
Huyện hành chính Charleroi bao gồm các đô thị sau:
| - Aiseau-Presles - Chapelle-lez-Herlaimont - Charleroi - Châtelet - Courcelles - Farciennes - Fleurus | - Fontaine-l'Evêque - Gerpinnes - Les Bons Villers - Manage - Montigny-le-Tilleul - Pont-à-Celles - Seneffe |